# Viktorija Amelina
Viktorija Jurijivna Amelina (in ucraino Вікторія Юріївна Амеліна?; in russo Виктория Юрьевна Амелина?, Viktorija Jur’evna Amelina; Leopoli, 1º gennaio 1986 – Dnipro, 1º luglio 2023) è stata una scrittrice, attivista e poetessa ucraina nota anche con il nome anglicizzato di Victoria Amelina.
Nel 2021 ha vinto il premio letterario Joseph Conrad per le sue opere in prosa ed è stata finalista del Premio dell'Unione europea per la letteratura e del Premio UN Women in Arts. I suoi romanzi e saggi sono stati tradotti in inglese, polacco, tedesco, spagnolo, croato, olandese, ceco e ungherese.
Dal 2022 ha documentato l'invasione e i crimini di guerra russi in Ucraina con l'organizzazione per i diritti umani Truth Hounds.
È morta il 1º luglio 2023 a causa delle ferite riportate quattro giorni prima nel bombardamento di un ristorante a Kramators'k da parte dell'esercito russo.

## Biografia
Viktorija Amelina nacque a Leopoli, in Ucraina sovietica, il 1º gennaio 1986.
Emigrò in Canada con la sua famiglia all'età di quattordici anni, per poi fare ritorno in Ucraina.
Dopo aver conseguito una laurea in informatica nella sua città natale iniziò la sua carriera lavorando come programmatrice e manager in diverse aziende internazionali operanti nel campo della tecnologia dell'informazione, prima di diventare una scrittrice e poetessa a tempo pieno nel 2015, quando pubblicò il suo romanzo d'esordio Syndrom Lystopadu аbо Homo Compatiens (letteralmente La sindrome di novembre, o Homo Compatiens).

### Attività letteraria
Syndrom Lystopadu, finalista al premio Valerij Šebčuk, è una storia semi-fantastica che ha per protagonista Konstantin (Kostja) Nechaj, un ragazzo proveniente da un orfanotrofio e cresciuto negli anni novanta, dotato di una particolare caratteristica: una forma di empatia particolarmente sviluppata verso gli altri, che gli consente di percepirne i sentimenti e di sperimentarne la sofferenza. La sua storia si intreccia con gli eventi ucraini degli ultimi anni, come la rivolta di Majdan, ma anche con quelli della storia recente di altri paesi, come la primavera araba in Egitto, poiché «nel moderno mondo globalizzato non ci sono e non possono esserci conflitti locali, problemi locali, guerre locali, rivoluzioni locali».
Il libro ricevette numerosi premi letterari e venne accolto con favore dalla critica nazionale e internazionale.
Nel 2016 Amelina pubblicò un libro per bambini, Chtos' abo vodjane serce (letteralmente Qualcuno, o un cuore d'acqua) e l'anno successivo il romanzo Dim dlja Doma (letteralmente Una casa per Dom).
In esso il protagonista è un barboncino di nome Dom che racconta la storia di tre generazioni della famiglia Cylik durante il disfacimento dell'Unione Sovietica, vissute nell'appartamento dell'autore ebreo polacco Stanisław Lem.
Il romanzo nel 2017 fu candidato al premio LitAkcent e nel 2019 al premio dell'Unione europea per la letteratura.
Amelina era membro di PEN International.
Nel 2018 prese parte all'84º congresso mondiale PEN in India come delegata dall'Ucraina e tenne un discorso sul regista ucraino e prigioniero politico in Russia Oleh Sencov.
Nel 2012 fu una delle fondatrici del Festival letterario di N'ju-Jork (in cirillico: Нью-Йоркського Літературного Фестивалю?, traslitterato: N'ju-Jorks'koho Literaturnoho Festyvalju), che si svolge in un villaggio chiamato N'ju-Jork nell'area di Bachmut, nella regione di Donec'k; dopo l'invasione Amelina cambiò il nome del festival in “Combattiamoli con la poesia”.
Nel 2022 iniziò a scrivere poesie; in uno dei suoi componimenti scrisse che la nuova «realtà della guerra» stava «divorando la coerenza della trama».

### Attivista per i diritti umani
Dal 2022, dopo l'inizio dell'invasione russa dell'Ucraina, Amelina iniziò a documentare l'invasione e i crimini di guerra russi con l'organizzazione per i diritti umani Truth Hounds nelle aree orientali, meridionali e settentrionali dell'Ucraina. Nel settembre 2022, mentre svolgeva ricerche nella regione di Izjum, scoprì il diario di guerra dello scrittore ucraino per bambini Volodymyr Vakulenko, ucciso dalle forze di occupazione nel paese di Kapytolivka durante l'occupazione di Charkiv e sepolto in una fossa comune.
Prima della sua morte, Amelina aveva iniziato a scrivere la sua prima opera di saggistica in inglese, War and Justice Diary: Looking at Women Looking at War, in cui sono raccontate storie di donne ucraine che raccolgono prove di crimini di guerra russi.

### Morte
Il 27 giugno 2023 è rimasta gravemente ferita durante l'attacco russo a Kramatorsk mentre cenava al RIA Longue con una delegazione di scrittori e giornalisti colombiani. Morì il 1º luglio all'ospedale Mečnikov di Dnipro. Aveva 37 anni.